# Winter-Asienspiele 2025/Teilnehmer (Kambodscha)
| Gelbes Symbol für Goldmedaillen mit stilisierten Olympischen Ringen | Graues Symbol für Silbermedaillen mit stilisierten Olympischen Ringen | Braundes Symbol für Bronzemedaillen mit stilisierten Olympischen Ringen |
| ------------------------------------------------------------------- | --------------------------------------------------------------------- | ----------------------------------------------------------------------- |
| —                                                                   | —                                                                     | —                                                                       |

Kambodscha nahm mit 4 Sportlern an den Winter-Asienspiele 2025 in Harbin teil. Es wird dies die erste Teilnahme Kambodschas an Winter-Asienspielen sein.

## Teilnehmer nach Sportarten

### Snowboard
| Athleten                | Wettbewerbe | Qualifikation | Qualifikation | Finale        | Finale        | Rang |
| Athleten                | Wettbewerbe | Punkte        | Rang          | Punkte        | Rang          | Rang |
| ----------------------- | ----------- | ------------- | ------------- | ------------- | ------------- | ---- |
| Männer                  |             |               |               |               |               |      |
| Chantsovanratanak Doung | Slopestyle  | 1,25          | 14            | ausgeschieden | ausgeschieden | 14   |
| Mengchoing Phin         | Slopestyle  | 1,75          | 13            | ausgeschieden | ausgeschieden | 13   |
| Panhasith Pisey         | Slopestyle  | 5,50          | 11            | ausgeschieden | ausgeschieden | 11   |
| Bunhak Ry               | Slopestyle  | DNF           | DNF           | DNF           | DNF           | DNF  |